# Manhole (manga)
Pour les articles homonymes, voir Manhole (homonymie).
Manhole (マンホール, Manhooru, litt. Plaque d'égout) est un manga de Tetsuya Tsutsui en trois volumes prépublié dans le magazine Young Gangan de Square Enix entre décembre 2004 et mai 2006. Il est édité en français par Ki-oon.

## Synopsis
Un homme nu erre dans la rue, hébété et meurt dans des circonstances douteuses. La police de la ville de Sasahara enquête sur cette singulière apparition d'autant que ce serait l'œuvre d'un étrange virus...

## Personnages
Ken Mizoguchi (溝口健, Mizoguchi Ken)Commissaire au Bureau d'investigation du commissariat de Sasahara
Nao Inoue (井上菜緒, Inoue Nao)Collègue de Ken Mizoguchi
Yoshito Horikawa (堀川義人, Horikawa Yoshito)Première victime, ses parents l'avaient placé dans un centre pour le soigner de son comportement violent et de sa dépendance aux jeux.
Yōchi Amamiya (雨宮洋一, Amamiya Yōchi)Deuxième victime contaminé par Yoshito Horikawa, étudiant.
Masaki Tamura (田村雅樹, Tamura Masaki)vingt-six ans, sans emploi, il sort de l'égout découvert par les policiers où il a été infecté par le virus. Il avait été arrêté il y a quatre ans pour l'enlèvement et le viol d'une petite fille.
Mika Sekiguchi (関口美香, Sekiguchi Mika)Petite amie de la deuxième victime.
Masāki Mizuno (水野正章, Mizuno Masāki)Photographe paysagiste, environ soixante ans. Il a rencontré le père de la première victime et lui a proposé de soigner son fils. Il a effectué un voyage au Botswana où il a découvert une communauté infectée par la filariose. Il est lui-même infecté.

## Manga
Le manga a connu une nouvelle édition en deux tomes au Japon le 10 mai 2008,. En France, un coffret regroupant l'intégrale de la série est sorti le 22 novembre 2012.

### Fiche technique
- Édition japonaise : Square Enix
  - Nombre de volumes sortis : 3
  - Date de première publication : août 2005
- Édition française : Ki-oon
  - Nombre de volumes sortis : 3
  - Date de première publication : juin 2006
  - Format : 130 mm x 180 mm

### Liste des chapitres
| no | Japonais        | Japonais      | Français          | Français      |
| no | Date de sortie  | ISBN          | Date de sortie    | ISBN          |
| --- | --------------- | ------------- | ----------------- | ------------- |
| 1 | 25 août 2005    | 4-7575-1507-3 | 8 juin 2006       | 2-91551-321-X |
| Liste des chapitres : - Chapitre 1 : L'Affaire - Chapitre 2 : Yoshito Horikawa - Chapitre 3 : Yōichi Amamiya - Chapitre 4 : Contamination - Chapitre 5 : Le Trou - Chapitre 6 : Le Centre - Chapitre 7 : Le Photographe - Chapitre 8 : La Tribu des borgnes - Chapitre 9 : Crime idéologique                                                                                          |                 |               |                   |               |
| 2 | 25 janvier 2006 | 4-7575-1609-6 | 28 septembre 2006 | 2-91551-322-8 |
| Liste des chapitres : - Chapitre 10 : Le Deuxième Homme (première partie) - Chapitre 11 : Le Deuxième Homme (deuxième partie) - Chapitre 12 : Témoignage - Chapitre 13 : Brouillard noir - Chapitre 14 : Situation de crise - Chapitre 15 : Lacune - Chapitre 16 : Le Cauchemar de Taketoyomaghi - Chapitre 17 : Mika Sekiguchi - Chapitre 18 : Coïncidence - Chapitre 19 : Hégémonie |                 |               |                   |               |
| 3 | 24 juin 2006    | 4-7575-1707-6 | 7 décembre 2006   | 2-91551-323-6 |
| Liste des chapitres : - Chapitre 20 : Poursuite - Chapitre 21 : Menace - Chapitre 22 : Le Collaborateur - Chapitre 23 : Tu as eu tort - Chapitre 24 : Ken Mizoguchi - Chapitre 25 : Détermination - Chapitre 26 : Incidents étranges - Chapitre 27 : Épidémie - Chapitre 28 : Hiroshi Kurokawa - Épilogue                                                                             |                 |               |                   |               |